# Federico Viñas
Federico Sebastián Viñas Barboza, noto semplicemente come Federico Viñas (Montevideo, 30 giugno 1998), è un calciatore uruguaiano, attaccante del Real Oviedo in prestito dal León.

## Caratteristiche tecniche
È un centravanti.

## Carriera

### Club
Cresciuto nel settore giovanile della Juventud ha debuttato in prima squadra il 7 aprile 2018 disputando l'incontro di Segunda División Profesional pareggiato 0-0 contro il Central Español.

### Nazionale
Il 2 giugno 2023 viene convocato per la prima volta dalla nazionale maggiore uruguaiana. Il 16 novembre seguente fa il suo esordio con quest'ultima nel successo per 0-2 in casa dell'Argentina. Il 26 marzo 2024 realizza il suo primo gol in nazionale nell'amichevole persa 2-1 contro la Costa d'Avorio.

## Palmarès

### Club

#### Competizioni nazionali
- Campionato messicano: 1

América: Apertura 2019
- Coppa del Messico: 1

América: 2019
- Supercoppa del Messico: 1

América: 2019

### Individuale
- Squadra della stagione della CONCACAF Champions League: 1

2021